# Zougnazagmda
 (juin 2024).
Zougnazagmda de son vrai nom Issaka Ouédraogo est un artiste musicien traditionnelle burkinabè.

## Biographie

### Enfance, études, débuts
Zougnazagmda naît le 31 décembre 1963 à Nédogo, dans le département de Boudry , province du Ganzourgou. Il découvre la musique dès son enfance, vers l'âge de 10 ou 12 ans, en héritant cette passion de sa mère et de ses sœurs, elles-mêmes musiciennes.
Son nom de scène, "Zougnazagmda", vient d'une expression en mooré, "Bibèg Zougnazagmda kon tùk tenga", qui signifie "personne ne peut faire ce qui est au-delà de ses forces." Il est également surnommé "Bibèèg Zougnazagmda kon touk tanga", ce qui se traduit littéralement par "le bandit ne peut porter la montagne même si sa tête le démange", exprimant l'idée que chacun doit se limiter à ses capacités.  En novembre 1982, il rejoint la troupe du Laarlé Naaba Abga.  Mais ce n'est qu'en 1984 que  sa carrière musicale débute véritablement. En 2004, il célèbre ses 20 ans de carrière, après de nombreuses années passées à se produire lors des fêtes coutumières et des soirées de clair de lune, où il chante depuis son adolescence en compagnie d'autres jeunes de 12 à 13 ans.

## Carrière
Il commence sa carrière en 1978. Le 22 février 1991, il fonde sa propre troupe musicale, PENGD WENDE, qui est gérée depuis 2008 par la structure de production GREEN STONE. En août 1987, il sort son premier album, "Tiin Moore Yélé" à succès. Le titre signifie "ne pas oublier nos traditions". Considéré comme l'un des piliers de la musique traditionnelle burkinabé, Zougnazagmda compte plus de trente ans de carrière. Son style et ses chansons lui permettent de défier le temps, avec à ce jour un total de 82 albums à son actif.  Au Bureau burkinabè des droits d'auteur, ses droits s'élèvent à environ un demi-milliard de francs CFA. Il est membre du jury à la Semaine nationale de la culture.

## Vie associative
Il occupe le poste de président de l'Association des chanteurs traditionnels de Ouagadougou (ACTO). Il contribue à la préservation et à la promotion de la musique traditionnelle dans la région au sein de l'ACTO .

## Distinctions
- 2013:Le Kundé du meilleur artiste de la musique traditionnelle[6]

- 2016:Kundé du meilleur artiste traditionnel[7]

## Vie privée
Zougnazagmda est marié à quatre femmes et est père de dix huit enfants. Il est aussi le grand père de dix-huit enfants,.